# La Selle-sur-le-Bied
La Selle-sur-le-Bied là một xã trong tỉnh Loiret, vùng Centre-Val de Loire bắc trung bộ nước Pháp.